# Ute Planert
Ute Planert (* 1964 in Lampertheim) ist eine deutsche Historikerin und Hochschullehrerin.

## Leben und Wirken
Ute Planert studierte Geschichte, Empirische Kulturwissenschaft, Volkswirtschaft und Politikwissenschaft an der Universität Tübingen. Parallel dazu war sie als Journalistin tätig. Von 1993 bis 1995 war sie Stipendiatin der Friedrich-Ebert-Stiftung. Im Sommersemester 1996 wurde sie in Tübingen mit der von Dieter Langewiesche betreuten Arbeit Antifeminismus im Kaiserreich promoviert. Sie habilitierte sich 2003 mit einer Arbeit über die Revolutionskriege Frankreichs in ihren Auswirkungen auf Süddeutschland von 1792 bis 1841. Planert war Wissenschaftliche Assistentin und Hochschuldozentin am Historischen Seminar der Universität Tübingen sowie Projektleiterin am Tübinger Sonderforschungsbereich „Krieg und Gesellschaft in der Neuzeit“. 2007 nahm sie als Fellow einen Forschungsaufenthalt am Center for European Studies der Harvard-Universität wahr. Von 2008 bis 2016 lehrte Planert an der Bergischen Universität Wuppertal und hatte 2012/13 den Hannah Arendt Visiting Chair of German and European Studies an der Universität Toronto inne. Im Jahr 2016 nahm Planert einen Ruf an die Universität zu Köln auf eine W3-Professur für Neuere Geschichte an.
Planert gehört dem Herausgebergremium der Zeitschrift Archiv für Sozialgeschichte und der Schriftenreihe Herrschaft und soziale Systeme in der Frühen Neuzeit an. Sie ist Mitglied der Historischen Kommission bei der Bayerischen Akademie der Wissenschaften (seit 2016) und im wissenschaftlichen Beirat zahlreicher Stiftungen und internationaler Forschungsinitiativen tätig.
Planert arbeitet über die Geschichte Europas vom späten 18. bis zum frühen 20. Jahrhundert und berücksichtigt dabei auch globale Verflechtungen. Ihr besonderes Interesse gilt der Kriegs- und Nationalismusforschung, der Alltags- und Erfahrungsgeschichte, der Geschlechtergeschichte, der Geschichte von Nachkriegszeiten und dem Zeitalter Napoleons. Ihre Schrift Der Mythos vom Befreiungskrieg wurde 2007 von der H-Soz-u-Kult-Jury als Buch des Jahres ausgezeichnet. Ihr geht es in der Untersuchung um „eine breit angelegte Erfahrungsgeschichte der Revolutions- und napoleonischen Kriege“ sowie ebenfalls um die „vielfältigen Interpretationen der historischen Gegenwart und die Umdeutung vergangener Kriegserfahrung im Zuge späterer Legitimationsbedürfnisse“. Für diese Studie wertete sie mit den in großer Anzahl überlieferten Selbstzeugnissen und „Ego-Dokumenten“ eine bisher oft vernachlässigte Quellengattung aus.

## Schriften (Auswahl)
Monografien
- Napoleons Welt. Ein Zeitalter in Bildern. wbg Theiss, Darmstadt 2021, ISBN 978-3-8062-4304-8.
- Der Mythos vom Befreiungskrieg. Frankreichs Kriege und der deutsche Süden. Alltag – Wahrnehmung – Deutung 1792–1841 (= Krieg in der Geschichte. Band 33). Schöningh, Paderborn 2007, ISBN 978-3-506-75662-6 (Teilweise zugleich: Tübingen, Universität, Habilitationsschrift, 2004).
- Antifeminismus im Kaiserreich. Diskurs, soziale Formation und politische Mentalität (= Kritische Studien zur Geschichtswissenschaft. Band 124). Vandenhoeck & Ruprecht, Göttingen 1998, ISBN 3-525-35787-7 (Zugleich: Tübingen, Universität, Dissertation, 1996). (Digitalisat)

Herausgeberschaften
- Alberts Töchter. Kölner Frauen zwischen Stadt, Universität und Republik (1914–1933). Röhrig Universitätsverlag, St. Ingbert 2019, ISBN 978-3-86110-737-8.
- mit Dietmar Süß, Meik Woyke: Sterben, Töten, Gedenken. Zur Sozialgeschichte des Todes (= Archiv für Sozialgeschichte. Einzelveröffentlichungen aus dem Archiv für Sozialgeschichte. Band 5). J.H.W. Dietz, Bonn 2018, ISBN 978-3-8012-4246-6
- mit James Retallack: Decades of Reconstruction. Postwar Societies, State-Building, and International Relations. From the Eighteenth to the Twentieth Century (= Publications of the German Historical Institute). Cambridge University Press, Cambridge 2017, ISBN 978-1-316-61708-3.
- Napoleon’s Empire. European Politics in Global Perspective (= War, Culture and Society, 1750–1850). Palgrave Macmillan, Basingstoke 2016, ISBN 978-1-137-45547-5.
- mit Ewald Frie: Revolution, Krieg und die Geburt von Staat und Nation. Staatsbildung in Europa und den Amerikas 1770–1930 (= Bedrohte Ordnungen. Band 3). Mohr Siebeck, Tübingen 2016, ISBN 978-3-16-153597-0.
- mit Horst Carl: Militärische Erinnerungskulturen vom 14. bis zum 19. Jahrhundert (= Herrschaft und soziale Systeme in der Frühen Neuzeit. Band 15). V & R Unipress, Göttingen 2012, ISBN 978-3-89971-995-6.
- mit Nikolaus Buschmann: Vom Wandel eines Ideals. Bildung, Universität und Gesellschaft in Deutschland (= Politik- und Gesellschaftsgeschichte. Band 86). Dietz, Bonn 2010, ISBN 978-3-8012-4197-1.
- Krieg und Umbruch in Mitteleuropa um 1800. Erfahrungsgeschichte(n) auf dem Weg in eine neue Zeit (= Krieg in der Geschichte. Band 44). Schöningh, Paderborn 2009, ISBN 3-506-75661-3. (Rezension bei Sehepunkte).
- Nation, Politik und Geschlecht. Frauenbewegungen und Nationalismus in der Moderne (= Geschichte und Geschlechter. Band 31). Campus-Verlag, Frankfurt am Main 2000, ISBN 3-593-36578-2.